# (4342) Freud
(4342) Freud (1987 QO9) – planetoida z pasa głównego asteroid okrążająca Słońce w ciągu 4,6 lat w średniej odległości 2,77 j.a. Odkryta 21 sierpnia 1987 roku.